# Far Cry New Dawn
Far Cry New Dawn — відеогра в жанрі шутера від першої особи, розроблена Ubisoft Montreal і видана Ubisoft. Вона є спінофом серії Far Cry і продовженням історії Far Cry 5. Сюжет, що розгортається через сімнадцять років після подій Far Cry 5 у постапокаліптичному світі, спустошеному ядерною війною, зосереджений навколо головного протагоніста, який приєднується до спільноти тих, хто вижив, у спробі відновити округ Гоуп і відвоювати його від злочинної банди рейдерів.
Гра запозичує багато елементів ігрового процесу з попередніх ігор серії, включно з відкритим світом, захопленням аванпостів, а також компаньйонами, які контролюються штучним інтелектом, і кооперативною грою з товаришами; вона також вводить кілька рольових елементів, у тому числі базу, яку можна покращувати, і підвищену залежність від створення речей з витратних матеріалів.
Far Cry New Dawn була випущена для Microsoft Windows, PlayStation 4 та Xbox One у лютому 2019 року, і для Google Stadia у листопаді 2020 року. Вона отримала змішані відгуки. Продажі гри були нижче, ніж у Far Cry Primal і Far Cry 5.

## Ігровий процес
Far Cry New Dawn є відеогрою в жанрі шутера від першої особи. Гравці контролюють персонажа на прізвисько Капітан, стать та етнічну приналежність якого можна налаштувати на початку. Щоби просуватися сюжетом, гравці виконують завдання у вигаданому окрузі Гоуп, Монтана, який є переробленою основною локацією Far Cry 5 з відкритим світом, котрий можна вільно досліджувати пішки або за допомогою різних транспортних засобів. Гравці мають арсенал різноманітної холодної та вогнепальної зброї для боротьби з ворогами, який може бути розширений новими зразками з магазину, де також доступні різні пристосування. Характеристики зброї можна підвищити ремеслом і завершуючи місії. Транспортні засоби також можна створювати з витратних матеріалів.
У грі доступна система з попередньої частини, яка дає змогу наймати людей і приручати тварин для бойової допомоги. У міру проходження, гравці зустрічають кількох фахівців, які мають свої особисті місії, особливі здібності та історію, і можуть допомогти відремонтувати зброю. Гравці можуть вирушити на пошуки скарбів і звільнити різні табори та аванпости ворогів. Після звільнення вони стають точками швидкого переміщення. Ці аванпости можуть бути зайняті або розграбовані, після чого вороги повертають їх під свій контроль. Гравці знову можуть захопити аванпост, проте рівень ворогів підвищиться. У грі також є база «Процвітання», яку можна покращувати етанолом, добутим після захоплення припасів, спеціальних вантажівок та аванпостів. Гравці можуть отримати додаткові ресурси під час виконання режиму «Експедицій», який дає змогу подорожувати в інші місця Сполучених Штатів, такі як Луїзіана. Експедиційні місії можна виконувати з іншими гравцями.

## Синопсис

### Сетинґ і персонажі
New Dawn відбувається через сімнадцять років після подій Far Cry 5. Ядерна війна, відома як «Колапс», спустошила світ, тоді як люди, що вижили в окрузі Гоуп, Монтана, намагаються відбудувати там спільноту. Їхні зусилля зосереджені на «Процвітанні», поселенні, побудованому на останках ранчо Джона Сіда. Гравці контролюють персонажа на прізвисько Капітан безпеки, або просто Капітан, який є частиною групи, що подорожує країною, допомагаючи іншим групам, що вижили. Окрім нових персонажів, в присутня безліч персонажів з попередньої гри. Тим, хто вижив загрожує злочинна банда рейдерів, яку очолюють сестри-близнючки Міккі та Лу (озвучують Кара Рікеттс і Леслі Міллер). Рейдери мають «відділення» по всій країні й тероризують місцевих жителів, змушуючи їх підкорятися й позбавляючи спільноти ресурсів, перш ніж рушити далі.
Залишки поплічників секти «Врата Едему» — антагоністів Far Cry 5 — заснували власне поселення під назвою «Новий Едем». Вони здебільшого відмовилися від сучасних технологій та ізолювали себе на півночі округу Гоуп. Попри прийняття вчень Йосипа Сіда, «Новий Едем» охоплений внутрішнім розколом, що виник після зникнення Йосипа. У грі також присутній Помічник шерифа, який став одним із поплічників Йосипа і приховує свою особистість під прізвиськом Суддя через сором і провину за руйнування округу Гоуп; і сам Йосип Сід (Ґреґ Брик) — протагоніст і антагоніст Far Cry 5 відповідно.
У грі використовується зменшена версія округу Гоуп, яка була представлена у Far Cry 5. Великі ділянки північного і східного округу Гоуп є недоступними через радіацію. Доступ до деяких північних частин відкривається під час сюжетної кампанії. Багато окремих локацій Far Cry 5 були перероблені. У деяких з цих локацій з'явилися нові ділянки, які гравець може досліджувати, наприклад, системи печер, бункери або будівлі.

### Сюжет
У 2035 році, через сімнадцять років після подій попередньої гри, округ Гоуп і весь інший світ спустошені ядерною війною, а ті люди, що сховалися в бункерах, починають виходити на поверхню і відновлювати суспільство.  Ті, що вижили в окрузі Гоуп знайшли поселення «Процвітання», але незабаром зазнали нападу злочинної банди рейдерів. Відчайдушно потребуючи допомоги, Карміна Рай (Рейна Гардесті), дочка Ніка (Стів Баєрс) і Кім Рай (Майко Нгуєн), звертається по допомогу до Томаса Раша (Патрік Гарроу), лідера групи з відновлення громад по всій Америці. Раш і Капітан відгукуються на заклик, але потрапляють у засідку загону рейдерів і стикаються з Міккі (Кара Рікеттс) і Лу (Леслі Міллер), сестрами-близнючками, які його очолюють. Близнючки намагаються насильно завербувати Раша, але він відмовляється і штовхає Капітана в річку.
Карміна витягує Капітана з річки та повідомляє йому, що близнючки взяли Раша під варту. Карміна й Капітан їдуть в округ Гоуп, щоб отримати вказівки від Кім, яка заохочує їх об'їхати округ, об'єднавши розрізнених людей і підвищити рівень «Процвітання» до рівня, на якому вони зможуть відбиватися від рейдерів. Капітан вирушає за ресурсами й фахівцями для «Процвітання», а також рятує Раша. Обурені непокорою «Процвітання», рейдери атакують поселення, завдаючи серйозної шкоди та жертв. Оскільки «Процвітання» не в змозі пережити ще одну атаку, Раш пропонує укласти союз із поселенням «Новий Едем» на чолі з Йосипом Сідом (Ґреґ Брик).
Ітан (Кайл Гейтхаус), чинний правитель «Нового Едему» й син Йосипа, повідомляє, що той давно зник. Він погоджується на союз із «Процвітанням» за умови, що Капітан принесе докази смерті Йосипа. Капітан вирушає на північ по сліду Йосипа і знаходить його відлюдником у дикій місцевості. Йосип вітає Капітана як спасителя з пророцтва і пропонує йому яблуко зі священного дерева, що спричиняє потужну галюцинацію, у якій Капітан змушений битися зі звірячим уособленням своєї власної душі. Після перемоги над чудовиськом і пробудження, Капітан повертається в «Новий Едем» із Йосипом, тепер маючи здібності «Дар Едему». Всупереч бажанню Ітана, Йосип призначає Капітана пастирем «Нового Едему» й направляє свої сили боротися з рейдерами.
Тим часом Раш знову потрапляє в полон рейдерів, але коли Капітан намагається врятувати його, близнючки страчують Раша. Це активує «Дар Едему», який наділяє Капітана надлюдською силою й допомагає йому перемогти близнючок, після чого він непритомніє від пострілу з дробовика. Вважаючи, що Капітан мертвий, близнючки вирішують дослідити «Новий Едем» і дізнатися про джерело сили Капітана. Прокинувшись, Капітан знаходить тіло Раша й ховає його в «Процвітанні». Щоби дізнатися плани близнючок, Капітан проникає на збори рейдерів, де дізнається, що Ітан вирішив зрадити «Новий Едем», пообіцявши показати близнючкам розташування священного плода в обмін на спалення «Нового Едему».
Капітан протистоїть близнючками в «Новому Едемі» та перемагає їх, у результаті чого Лу гине, а Міккі, яка кається, може бути страчена або помилувана. Водночас Ітан ігнорує попередження Йосипа і з'їдає одне зі священних яблук, але це спричиняє нелюдську трансформацію в його тілі, змушуючи Капітана вбити Ітана. Розуміючи, що його дії несуть тільки смерть і руйнування, Йосип спалює священне дерево і благає Капітана вбити його. Якщо Капітан вбиває Сіда, дерево відразу ж почне розпадатися. Якщо ж ні, то Йосип залишається голосити про порятунок, у той час як Капітан йде. Повернувшись у «Процвітання», Капітан святкує свою перемогу з Карміною біля могили Раша, тоді як Карміна заявляє, що, попри труднощі та втрати, врешті-решт є надія на майбутнє.

## Розробка
Far Cry New Dawn була розроблена Ubisoft Montreal у співпраці з Ubisoft Bucharest, Ubisoft Kyiv та Ubisoft Shanghai. За словами художника Іссака Папісмадо, команда давно хотіла створити постапокаліптичну гру із серії Far Cry. Розробники навмисно уникали темного й похмурого тону, оскільки вважали, що це буде кліше, і вирішили створити світ, який буде виглядати яскравим. Щоби надати рейдерам візуальну ідентичність, команда запросила монреальського художника Зілона для створення артів і графіті для гри. Подібно Far Cry 3: Blood Dragon і Far Cry Primal, гра мала менший виробничий бюджет у порівнянні з основними іграми серії, чим зумовлена нижча вартість гри.

## Випуск
New Dawn була анонсована 6 грудня 2018 року на церемонії The Game Awards. Вона була випущена 15 лютого 2019 року для Microsoft Windows, PlayStation 4 та Xbox One. Версія для Google Stadia була випущена 3 листопада 2020 року.

## Сприйняття

### Оцінки й відгуки
| Агрегатор  | Оцінка                                 |
| ---------- | -------------------------------------- |
| Metacritic | (ПК) 73/100 (PS4) 71/100 (XONE) 75/100 |

| Видання                                  | Оцінка |
| ---------------------------------------- | ------ |
| Edge                                     | 6/10   |
| Electronic Gaming Monthly                | 2/5    |
| Game Informer                            | 7/10   |
| GameSpot                                 | 6/10   |
| GamesRadar+                              | 4/5    |
| IGN                                      | 7.5/10 |
| PlayStation Official Magazine — UK       | 7/10   |
| Official Xbox Magazine (Велика Британія) | 8/10   |
| PC Gamer (США)                           | 70/100 |

| Видання | Оцінка |
| ------- | ------ |
| PlayUA  | 79/100 |

Far Cry New Dawn отримала «змішані або середні» відгуки версій для ПК і PlayStation 4, тоді як версія для Xbox One отримала «загалом схвальні» відгуки, за даними агрегатора рецензій Metacritic.
Деймон Хетфілд з IGN оцінив гру на 7,5 балів з 10, підсумувавши: «Ubisoft могла б зробити більше, щоб оновити округ Гоуп для Far Cry: New Dawn, але тут усе ще є гарні, хаотичні веселощі». Еліс Стенлі з Polygon розкритикувала наративний дисонанс гри, але написала, що вона добре працює як «анархічна пісочниця», маючи задовільний ігровий процес і «веселі» випадкові зустрічі.

### Продажі
У тиждень випуску, Far Cry New Dawn стала найпродаванішою роздрібною грою у Великій Британії, хоча її продажі були значно нижче, ніж у Far Cry 5 і спінофа Far Cry Primal, і другою найпродаванішою роздрібною грою у Швейцарії. У Японії, за тиждень випуску було продано 26,285 тис. копій для PlayStation 4.

### Нагороди
У 2020 році, гра була номінована на премію «Tin Pan Alley» за кращу музику на церемонії вручення нагород New York Game Awards, а також за «Оригінальну драматичну музику» і «Виконання в драмі» (Кара Рікеттс) на церемонії нагородження NAVGTR Awards.